# Conotação
Conotação, também referido como sentido conotativo e sentido figurado, é a associação subjetiva, cultural e ou emocional, que está para além do significado escrito ou literal de uma palavra, frase ou conceito. Além da sua denotação, o sentido referencial, literal, cada palavra remete a inúmeros outros sentidos, virtuais, conotativos, que são apenas sugeridos, evocando outras ideias associadas, de ordem abstrata, subjetiva. É o sentido de palavras em um sentido incomum, figurado, circunstancial, que depende sempre do contexto. É o significado que palavras ou expressões adquirem, em situações particulares de uso. O seu oposto é a denotação (sentido literal).
A palavra tem valor conotativo quando seu significado é ampliado ou alterado no contexto em que é empregada, sugerindo ideias que vão além de seu sentido mais usual. Por exemplo: Ana é uma flor. 
O termo flor não adota o mesmo significado que possui no dicionário, sendo que a única maneira de perceber seu significado é por meio da análise do contexto em que o termo está inserido.

## Linguagem conotativa
Conotação é o emprego de uma palavra tomada em um sentido incomum, figurado, circunstancial, que depende sempre do contexto. Muitas vezes é um sentido poético, fazendo comparações.
Exemplos:
- A frieza do olhar não se esconde.
- A lua nova é o sorriso do céu.

Exemplos de conotação:
Os provérbios ou ditos populares são exemplos da linguagem de uso conotativo.
- "Quem está na chuva é para se molhar" seria o mesmo que "Quando alguém opta por uma determinada experiência, devidamente corrigida, deve correr o risco necessário ao exercício da profissão."